# 金本涼輔
金本涼輔（1988年9月2日—）是日本的男性聲優。出身於岡山縣。隸屬於青二製作。血型A型。

## 人物
岡山縣立倉敷商業高等學校、大阪商業大學綜合經營學部商學科、青二塾大阪校第26期畢業。
高中時代曾加入棒球社。

## 演出作品
※粗體字為主要角色。

### 電視動畫
2011年
- ONE PIECE（海兵、卡里布的小孩、海賊、魚人）

2012年
- BRAVE10（忍者、村人、手下、伊達忍者、使者武士、家臣、隨從、町人）
- 要聽爸爸的話！（廣播）
- 聖鬥士星矢Ω（天堂、火星士、小鳥）
- 戰國Collection（不良）
- 戰鬥陀螺 鋼鐵奇兵 ZERO G（陀螺戰士B）
- 神奇寶貝超級願望 Season 2（大岩蛇、警備員）
- 探險托里蘭托（庫蒙達、萬屋店長、成員）
- CØDE:BREAKER 法外制裁者（社員）
- 櫻花莊的寵物女孩（男子A）
- SKET DANCE（男學生）
- 櫻桃小丸子（男子、作業員、店員）
- ONE PIECE（衛兵、鸚鵡螺部隊、手下、魚人兵、住民、魚人住民、魚人海賊、兵士、島民、國民）
- ONE PIECE 魯夫特別篇〜手掌島的冒險〜（海兵）

2013年
- 初音島III
- AKB0048 next stage（蛇夫座隊員B、黑服）
- THE UNLIMITED 兵部京介（USEI乘員）
- ONE PIECE（男、人馬、凱撒的部下、防毒面具兵、G5兵）
- 櫻桃小丸子（飼育員）
- Little Busters!（風紀委員D、親戚男子A）
- DokiDoki！光之美少女（男學生、AD、製作人、兵士、男子、助監督、男子生徒、男子店員、原田、男）
- 聖鬥士星矢Ω（男、鋼鐵聖鬥士、刻鬥士兵、聖鬥士）
- RDG 瀕危物種少女（小川智也、島村）
- 打工吧！魔王大人（警官、廣播、急救隊員、工作人員）
- 探險托里蘭托 -1000年的真寶-（船員、客、巨大蜘蛛、流的父親）
- 科學超電磁砲S（所員）
- 美食獵人TORIKO（月丸）
- 貝貝生活日記 第3期（斑馬）
- 神不在的星期天（死者）
- 魔界王子 devils and realist（惡魔）
- 二人是少女福爾摩斯（駕駛）
- ONE PIECE 梅利特別篇〜另一位夥伴的故事〜
- 京騷戲畫（役人、神社的士兵）
- 來自風平浪靜的明天（青年團B）
- KILL la KILL（生徒D）
- 噬血狂襲（搜查員、廣播、豹頭）
- Little Busters! ～Refrain～（學生E）
- 白色相簿2（男性教師）
- 夜櫻四重奏 －花之歌－（黑服男子）
- 機巧少女不會受傷（男子E）
- 偶像學園（工作人員）

2014年
- 信長之槍（新聞解說者）
- 魔女的使命（刑務官2）
- 宇宙浪子（陪審員布爾托利）
- 愚者信長（家臣B、村人男、武士大將）
- 噬血狂襲（司書、島上警備）
- KILL la KILL（風紀委員C）
- Happiness Charge 光之美少女！（相樂誠司[4]）
- ONE PIECE（海拉邦、選手）
- 青春紀行（浩一郎、警察官2）
- 來自風平浪靜的明天（青年團）
- 相撲力士松太郎（客）
- 七龍珠改（僧侶、觀眾、市民、避難民、地球人）
- selector infected WIXOSS（編輯）
- 金田一少年之事件簿R（岡崎浩司郎）
- 金色琴弦 Blue♪Sky（評論家）
- 地球隊長（托利亞斯、公車司機）
- 激戰奧雷卡（柯可）
- NO GAME NO LIFE 遊戲人生（盗賊）
- M3〜其為黑鋼〜（男學生A）
- 鑽石王牌（秋葉一真）
- 白銀的意志 ARGEVOLLEN（加爾姆斯利、駕駛員、幹部）
- ALDNOAH.ZERO（小隊長）
- 元氣囝仔（男、浩志的友人）
- selector spread WIXOSS（編輯）
- 魔彈之王與戰姬（包圍者、兵士、指揮官、農夫、騎兵隊長、兵、使者、男）
- 境界觸發者（片桐隆明）
- 天體的方式（工作人員）
- 巴哈姆特之怒 GENESIS（無法者E）
- 七大罪（西蒙）

2015年
- 亞爾斯蘭戰記（兵士）
- ALDNOAH.ZERO 第2期（火星兵士）
- 純潔的瑪利亞（英格蘭隊長）
- 境界觸發者（甲田）
- 在地下城尋求邂逅是否搞錯了什麼（客、神B、冒險者、冒險者A、彌諾陶洛斯）
- 食戟之靈（部下A、男學生B）
- 電波教師（肌肉探險社社長）
- 鑽石王牌 -SECOND SEASON-（秋葉一真）
- 新哆啦A夢（男性A）
- 下流梗不存在的灰暗世界（上班族）

2016年
- 發條精靈戰記 天鏡的極北之星（托爾威·雷米翁[5]）
- 七大罪 聖戰的預兆（西蒙）

2017年
- 小魔女學園（安德魯）

2018年
- 怪怪怪的鬼太郎第6期（翔、辰川勳）

2019年
- 魔法禁書目錄III（潮岸）

2022年
- 數碼寶貝幽靈遊戲（學者、卡茲）

2023年
- 全員逃走中GREAT MISSION（隊員）

### OVA
2012年
- 魯邦三世 Master File（警官C）

### 劇場版動畫
2012年
- 青之驅魔師 ―劇場版―
- ONE PIECE FILM Z

2013年
- 宇宙海盜夏羅古

2014年
- Happiness Charge 光之美少女！人偶之國的芭蕾舞女（相楽誠司）
- 佛陀2：無盡的旅程
- 猛烈宇宙海賊 ABYSS OF HYPERSPACE -亞空的深淵-
- 樂園追放 -Expelled from Paradise-（無法者）

### 網路動畫
2016年
- 哨聲響起 重配版（佐藤成樹）[6]

2025年
- 航海王談戀愛（山本海賊王[7]）

### 遊戲
2011年
- 〜Strobe☆Mania〜
- 假面騎士巔峰英雄FOURZE（假面騎士威吹鬼）

2012年
- 愛夏的鍊金工房～黃昏大地之鍊金術士～
- 英雄傳說 零之軌跡 Evolution（交通課的職員）
- Angelic Crest（費亞迪[8]）
- 假面騎士全集合騎士世代2
- 假面騎士 超巔峰英雄（假面騎士威吹鬼、假面騎士基爾斯）
- 黑子的籃球 奇蹟的比賽
- 黑豹2 人中之龍 阿修羅篇
- 新・劍與魔法與學園。刻之學園
- 真・北斗無雙（修依[9]）
- STORM LOVER 快!!
- 女神異聞錄4 黃金版
- 人中之龍5 夢 實踐者

2013年
- 假面騎士 鬪騎大戰（假面騎士威吹鬼）
- 噬神者2（玩家聲音）

2014年
- Vinculum Hearts 〜愛麗絲魔法学園〜（A傑伊·布拉克佛德[10]）
- 假面騎士 召喚大戰！
- 魔神之骨 時間與空間的魔神（瑪法伊塔）

2015年
- 阿爾卡迪亞的蒼之巫女[11]
- 超級機器人大戰BX
- 第3次超級機器人大戰Z 連獄篇（代號·紅）
- 噬神者2 狂怒解放（玩家聲音）
- 噬神者解放重生（玩家聲音）[12]

2016年
- 發條精靈戰記 天鏡的極北之星 ROAD OF ROYAL KNIGHTS（托爾威·雷米翁[13]）

2021年
- 月姬 -A piece of blue glass moon-（遠野志貴）
- Melty Blood: TYPE LUMINA（遠野志貴、熊猫师匠）

2022年
- 新楓之谷（暗影神偷（男））

2024年
- 魔法禁书目录 幻想收束（潮岸）

### 音樂CD
| 發售日   | 名稱                                         | 演唱名義             | 歌曲名稱 | 商業搭配                                        |
| 2014年   | 2014年                                       | 2014年               | 2014年   | 2014年                                          |
| -------- | -------------------------------------------- | -------------------- | -------- | ----------------------------------------------- |
| 11月19日 | Happiness Charge 光之美少女！ 歌曲專輯2 〜〜 | 相樂誠司（金本涼輔） | 「」     | 電視動畫《Happiness Charge 光之美少女！》角色歌 |
| 2015年   |                                              |                      |          |                                                 |
| 1月14日  | Happiness Charge 光之美少女！ Vocal Best     | 相樂誠司（金本涼輔） | 「」     | 電視動畫《Happiness Charge 光之美少女！》角色歌 |

## 外部連結
- 事務所公開簡歷 （页面存档备份，存于）（日語）